# Oliver Brod
Oliver Brod (* 1971 in Hagen) ist ein deutscher Schauspieler, Hörbuchsprecher, Sprecher sowie Autor und Regisseur von Hörspielen.

## Biografie
Oliver Brod studierte nach dem Abitur zunächst Theater-, Film- und Fernsehwissenschaften sowie Geschichte, Psychologie. Anschließend absolvierte er ein Schauspielstudium an der Folkwang-Hochschule in Essen. Es folgten Theaterengagements u. a. an die Westfälischen Kammerspiele Paderborn und das Grenzlandtheater Aachen, weiterhin gastierte er an verschiedenen Theatern in Bochum, Hamburg, Düsseldorf und Berlin.
Oliver Brod arbeitet als Film- und Fernsehschauspieler sowie als Sprecher in Hörspielen, Radiofeatures, Dokumentarfilmen und Reportagen für verschiedene Sender der ARD. Seit 2006 liest er Hörbücher für verschiedene Hörbuchverlage ein.
Als Teil der Berliner Autoren- und Hörspiel-Produzentengruppe Weltbetrieb, ein Label, das er gemeinsam mit Claudia Lohmann in der Rechtsform einer Gesellschaft bürgerlichen Rechts betreibt, ist er auch als Autor und Regisseur von Originalhörspielen für die ARD tätig.
Er arbeitet als Dozent für Sprechen und Präsenz an der Akademie des Innenministeriums NRW sowie in der Journalistenfortbildung und Mikrofoncoaching an der DAA-Medienakademie Berlin.

## Ausbildung
- 1991–1994 Studium Theater-, Film- und Fernsehwissenschaften an der Ruhr-Universität Bochum
- 1994–1998 Schauspielstudium Folkwang-Hochschule in Essen

## Filmografie (Auswahl)
- 1996: SK-Babies (Fernsehserie, Folge Tod in der Endzone)
- 1996: Stadtklinik (Fernsehserie, Folge Ehrgeiz)
- 1999: Schrei – denn ich werde dich töten!
- 2000: Einer geht noch
- 2001: Die Anstalt – Zurück ins Leben (Fernsehserie, Folge Die Mutter meines Mannes)
- 2002: Baader (Kino)
- 2004: Der letzte Mann in Renow (Kurzfilm)
- 2008: Unschuldig (Fernsehserie, Folge Singles)
- 2010: Alarm für Cobra 11 – Die Autobahnpolizei (Fernsehserie, Folge Der Angriff)
- 2012: Danni Lowinski (Fernsehserie, Folge Nazi)
- 2012: Ruckzuck – Die Umzieher
- 2014: Notruf Hafenkante (Fernsehserie, Folge Scheinwelten)
- 2015: 600 PS für zwei (Fernsehfilm)
- 2017–2018: Antarktika (Webserie, Stimme von Louis de Tourette)

## Hörbücher (Auswahl)
- 2008: Jodi Picoult: 19 Minuten, der Hörverlag, ISBN 978-3867172523
- 2012: Wächter des Morgen von Sergej Lukianenko, Random House Audio, ungekürzt 896 Min.
- 2014: Serie Metro-2033-Universum von Dmitry Glukhovsky, Random House Audio
- 2021: Die fremde Spionin von Titus Müller, Random House Audio, ISBN 978-3-8371-5559-4 (ungekürzt: Audible, ISBN 978-3-8371-5561-7)
- 2022: Das Ferienhaus von C.M. Ewan, Random House Audio, ISBN 978-3-8371-5992-9 (Hörbuch-Download, mit Julian Horeyseck)

## Hörspielautor und -regisseur
- 2008: Die Weltbedienungsanleitung. Kurzhörspielreihe (SWR)
- 2010: Der Beginn der großen Irritation. (SWR)
- 2011: macht.alle.gegen! (WDR)

## Features
- 2012: Alessandro Bosetti: Wörterberge (Unterwegs im alpinen Europa). – Regie: Alessandro Bosetti (DKultur)
- 2014: Barbara Feldmann: 96 Tage (Der Zentrale Runde Tisch im letzten Jahr der DDR). – Regie: Stefanie Lazai (DKultur)

## Auszeichnungen
- Für seine Rollen des Tempelherrn in Nathan der Weise (Lessing) und des Wayne in Popcorn (Ben Elton) in der Spielzeit 2000/2001 erhielt Oliver Brod den Karl-Heinz-Walther-Preis des Fördervereins des Grenzlandtheater Aachen.[2]